# Nakasu Iwa
Nakasu Iwa (von japanisch 中州岩 ‚Kanalriegelfelsen‘) ist ein 2049,6 m hoher Felsvorsprung im ostantarktischen Königin-Maud-Land. Im Süden des Königin-Fabiola-Gebirges ragt er aus dem Moränenfeld Ôgi-ga-hara auf.
Japanische Wissenschaftler nahmen 1969 seine Vermessung und 1979 die Benennung vor.